# Pachyiulus longelobulatus
Pachyiulus longelobulatus är en mångfotingart som beskrevs av Carl Graf Attems 1902. Pachyiulus longelobulatus ingår i släktet Pachyiulus och familjen kejsardubbelfotingar. Inga underarter finns listade i Catalogue of Life.